# Musée des Temps barbares
Le Musée des Temps barbares, consacré à la période mérovingienne, est situé à Marle dans le département de l'Aisne. Un archéosite a été créé en extérieur.

## Historique
Installé dans un ancien moulin près d'une rivière, la Serre, il est ouvert au public depuis 1991.
Durant l'hiver 1980-1981, un agriculteur de Goudelancourt-lès-Pierrepont découvrit un couvercle de sarcophage en labourant un champ. Sept campagnes de fouilles, de 1981 à 1987, furent nécessaires pour mettre au jour une nécropole mérovingienne complète.
Cette nécropole des VI-VIIe siècle regroupait 458 sépultures réparties en deux cimetières. Comme beaucoup de nécropoles mérovingiennes, les deux cimetières sont constitués de plusieurs rangées de tombes plus ou moins parallèles. Un abondant mobilier funéraire fut mis au jour : céramique, armement, accessoires vestimentaires et objets de parure... L’étude du mobilier a permis de mettre en évidence les diverses phases d’occupation de cette nécropole qui s’échelonnent de 530-540 à 680-690.
En 1988, un premier puis un second secteurs d’habitat à proximité de la nécropole, au pied de la colline, ont été découverts. Le premier secteur a été fouillé totalement de 1988 à 1992. En 1996, un troisième secteur d’habitat a été découvert plus à l’est, à environ 500 m de la nécropole. Depuis 1997, ce troisième secteur d’habitat a fait l’objet d’une fouille.

## Le musée
La présentation muséographique associe objets, reconstitutions, maquettes et panneaux explicatifs. Parmi les objets présentés :
- un couvercle de sarcophage décoré à l’origine de la découverte de la nécropole. Sur les côtés du couvercle les traces des coups de socs de charrues sont visibles. Le couvercle mélange les motifs typiquement chrétiens (croix, décors en arêtes de poisson) et animaliers (serpents stylisés) symboles de la mythologie germanique (le serpent symbolisant le monde souterrain, le monde des morts)[2].
- Trois fibules aviformes en or, montées sur une platine en bronze, et décorées de filigranes et de pierres précieuses de type grenats.
- Une stèle aux oiseaux illustrée, décorée sur trois côtés de motifs géométriques et animaliers.
- Des armes, des outils (hache-marteau), des bijoux (colliers, bracelets), des objets de parure (boucles de ceinture), des poteries, des clés, des ciseaux...
- Des ossements humains et animaux, etc.

## Le parc
Sur un terrain de 4 hectares jouxtant une ferme mérovingienne reconstituée, fouillée à Juvincourt-et-Damary a été réédifiée la totalité d’un village franc des VI-VIIe siècle. Ce village regroupe cinq grands bâtiments dont un de 16 m sur 5 m, deux greniers sur poteaux, treize cabanes excavées à 2 ou 4 poteaux, une palissade, un puits... Seule la charpente du grenier no 1 a été réalisée avec des assemblages tenons-mortaises, les autres reconstitutions ont été faites selon les techniques actuelles.
Un jardin archéologique est actuellement en cours d’aménagement, subdivisé en trois ou quatre parties pour présenter les plantes, les légumes, les céréales et les arbres fruitiers connus au Haut Moyen Âge, des plantes tinctoriales comme la tanaisie, des plantes textiles comme le lin ou le chanvre mais aussi des plantes médicinales. Des céréales comme l’épeautre, l’orge.

## Galerie photographique

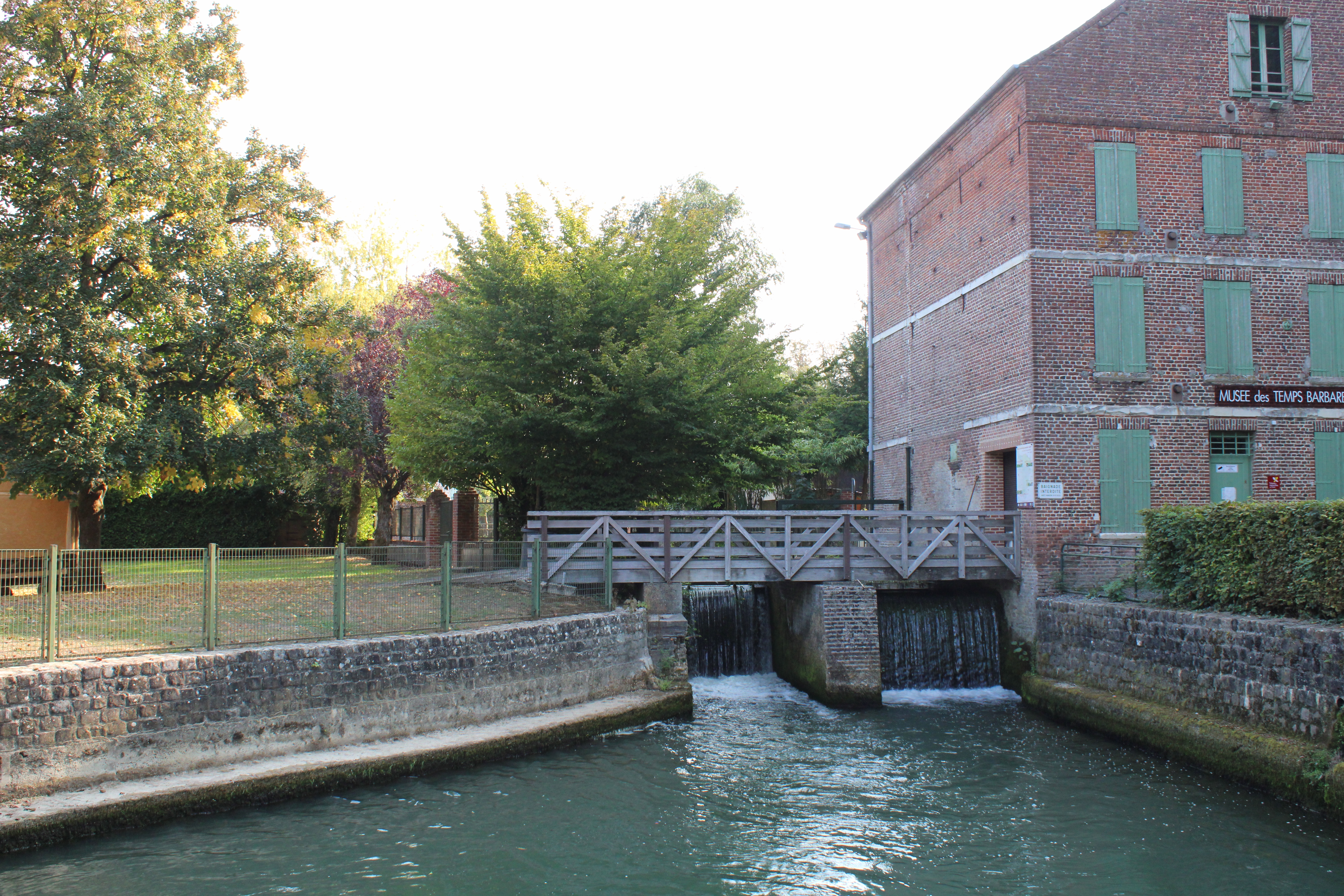
Le musée situé au bord du Vilpion.
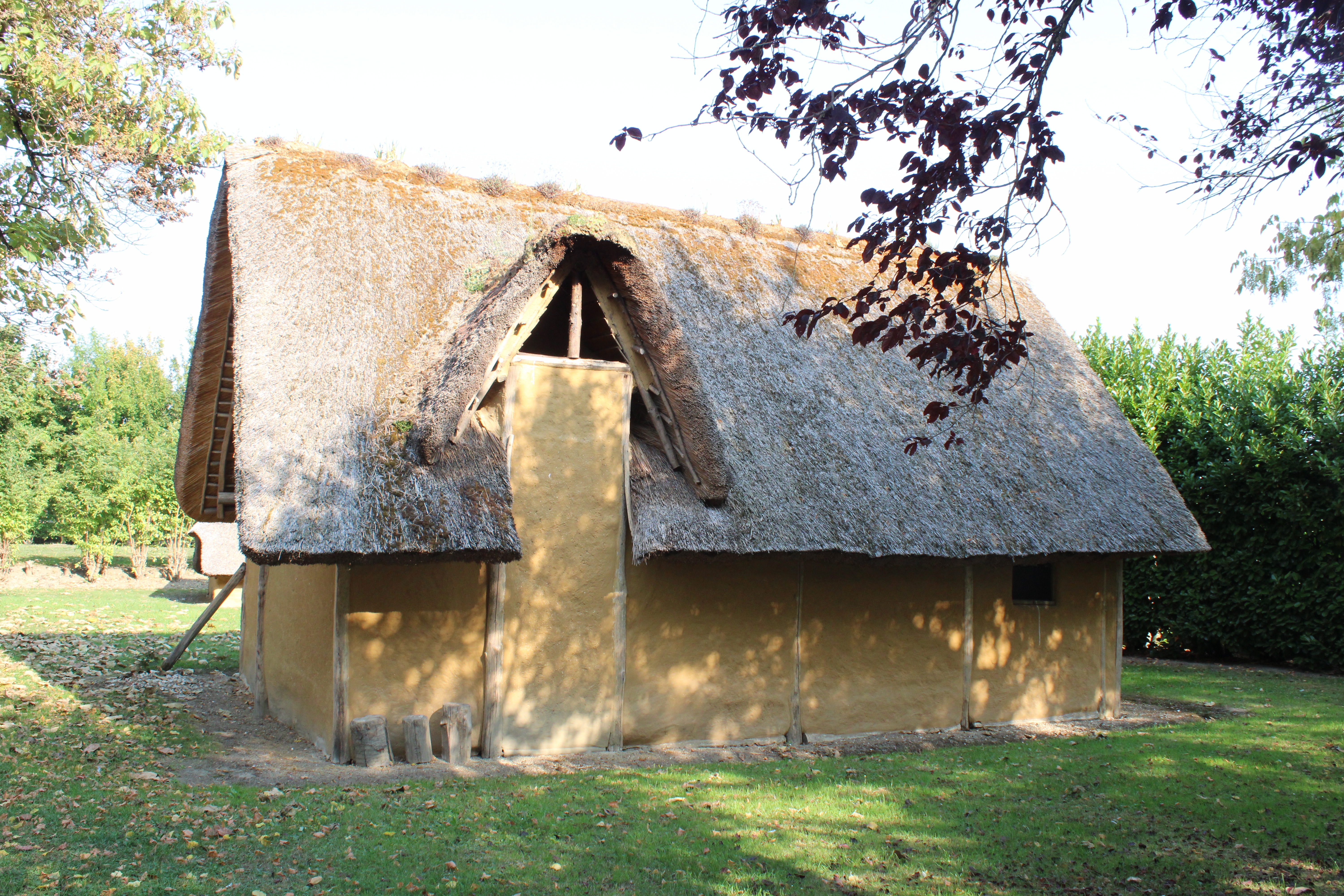
Reconstitution d'une chaumière en torchis.
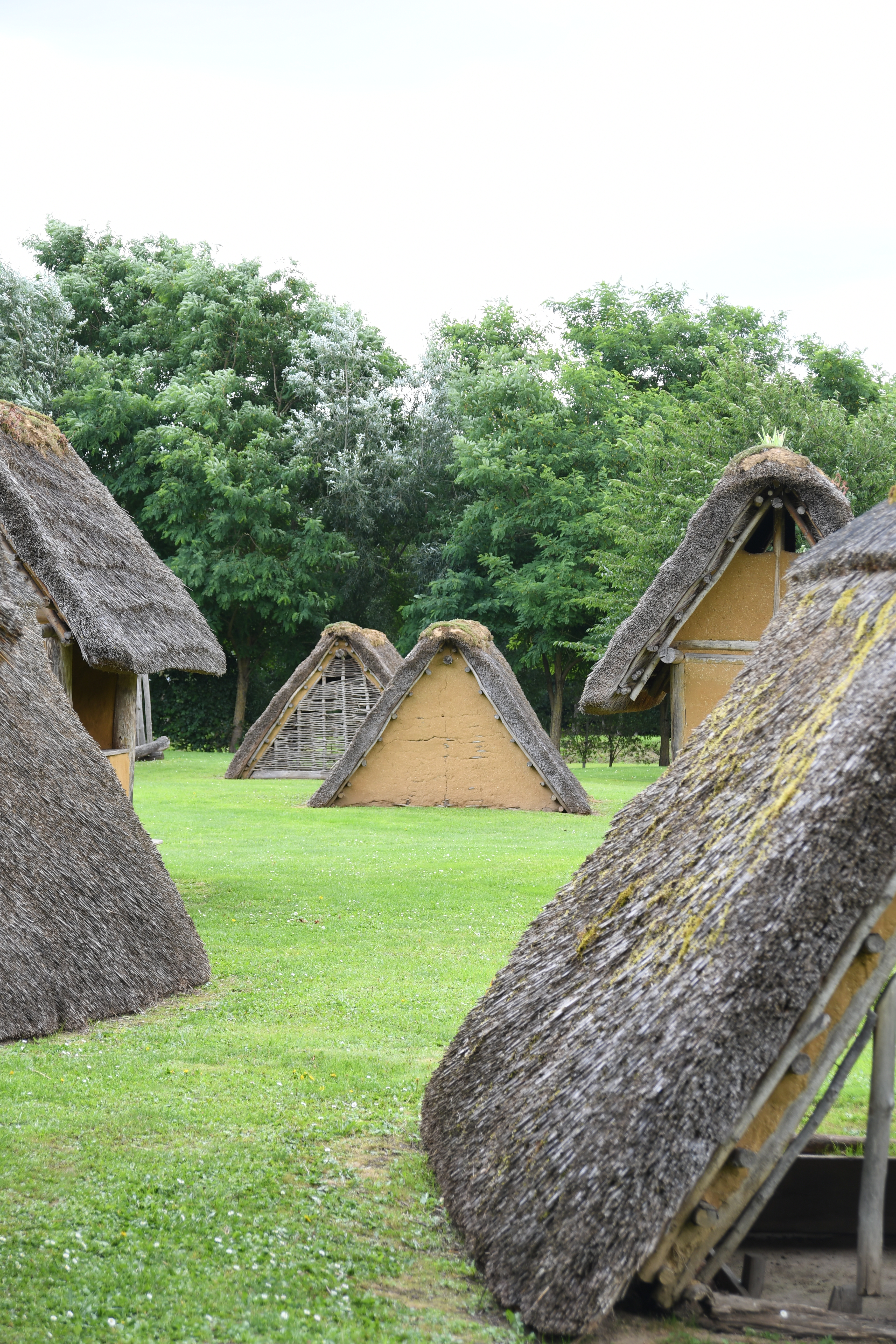
Reconstitution d'un village de l'époque mérovingienne

## Animations
Chaque année, au Musée des Temps barbares, sont organisées les Journées mérovingiennes et le Festival d’histoire vivante.